# Le Pont-de-Claix
Le Pont-de-Claix – miejscowość i gmina we Francji, w regionie Owernia-Rodan-Alpy, w departamencie Isère.
Według danych na rok 1990 gminę zamieszkiwało 11 871 osób, a gęstość zaludnienia wynosiła 2120 osób/km² (wśród 2880 gmin regionu Rodan-Alpy Le Pont-de-Claix plasuje się na 56. miejscu pod względem liczby ludności, natomiast pod względem powierzchni na miejscu 1466.).